# وانیلا ایر
وانیلا ایر (به انگلیسی: Vanilla Air) یک شرکت هواپیمایی با کد یاتا JW است که در تاریخ ۱ نوامبر ۲۰۱۳ میلادی تأسیس شده و در تاریخ ۲۰ دسامبر ۲۰۱۳ فعالیتش را آغاز کرده‌است. دفتر مرکزی وانیلا ایر در فرودگاه بین‌المللی ناریتا، ناریتا، چیبا، ژاپن واقع شده‌است و به ۶ مقصد، پرواز انجام می‌دهد.